# بندق (ديزني)
بندق (بالإنجليزية: Goofy)، هو شخصية رسوم متحركة خيالية من نوع الحيوانات الفكاهية والتي ابتكرتها استديوهات والت ديزني للرسوم المتحركة في عام 1932.
اشتهر بصفته الصديق المخلص لميكي ماوس، وعلى عكس بلوتو فهو كلب ناطق.

## سوبر بندق
هي النسخة السوبر من بندق العادي، يتحول إليها عندما يتناول حبوب الفول السوداني الخارقة التي تنمو في حديقته.

## وصلات خارجية
- بندق على موقع ميوزك برينز (الإنجليزية)